# 1894 год в спорте
Список 1894 год в спорте перечисляет спортивные события, произошедшие в 1894 году.

## Олимпийское движение
- 23 июня — создан Международный олимпийский комитет (Париж, Франция).

## Российская империя
- Чемпионат России по конькобежному спорту 1894;

## Международные события

### Чемпионаты Европы
- Чемпионат Европы по конькобежному спорту 1894;
- Чемпионат Европы по фигурному катанию 1894;

### Регби
- Кубок домашних наций 1894;

### Футбол
- Чемпионат Нидерландов по футболу 1893/1894;
- Чемпионат Нидерландов по футболу 1894/1895;
- Созданы клубы:
  - «Ботафого»;
  - «Вендам»;
  - ГАИС;
  - «Илкестон»;
  - «Ла-Шо-де-Фон»;
  - «Одд»;
  - «Олд Бойз»;
  - «Фёрст»;
  - «Флориана»;
  - Клуб  Ардуик переименован в Манчестер сити

#### Англия
- Футбольная лига Англии 1893/1894;
- Футбольная лига Англии 1894/1895;
- ФК «Ньюкасл Юнайтед» в сезоне 1893/1894;
- ФК «Ньютон Хит» в сезоне 1893/1894;

### Шахматы
- Матч за звание чемпиона мира по шахматам 1894;